# Mark Brown (ruimtevaarder)
Mark Neil Brown (Valparaiso, 18 november 1951) is een Amerikaans voormalig ruimtevaarder. Browns eerste ruimtevlucht was STS-28 met de spaceshuttle Columbia en vond plaats op 8 augustus 1989. Deze missie werd uitgevoerd in opdracht van het Amerikaanse Ministerie van Defensie. Hierdoor zijn details van de missie onbekend. 
In totaal heeft Brown twee ruimtevluchten op zijn naam staan. In 1993 verliet hij NASA en ging hij als astronaut met pensioen.